# Trichomalopsis submarginata
Trichomalopsis submarginata är en stekelart som först beskrevs av Thomson 1878.  Trichomalopsis submarginata ingår i släktet Trichomalopsis och familjen puppglanssteklar. Arten är reproducerande i Sverige. Inga underarter finns listade i Catalogue of Life.